# Constitución (Chili)
Pour les articles homonymes, voir Constitución.
Constitución est une ville et une commune du Chili de la Province de Talca, elle-même située dans la Région du Maule. La ville, située au bord de l'océan Pacifique et à l'embouchure du fleuve Maule, est une station balnéaire, une ville industrielle (papier et pulpe de bois) et un port mineur. En 2012, sa population s'élevait à 41 416 habitants. La superficie de la commune est de 1 344 km2 (densité de 31 hab./km2),.

## Situation
Constitución se trouve à environ 364 kilomètres à vol d'oiseau au sud-sud-ouest de la capitale Santiago et à 79 kilomètres à l'ouest de Talca capitale de la Province de Talca. La principale production agricole de la commune sont les céréales et les légumes. La viticulture est en forte progression.

## Historique
Constitución est créée en 1794 sous l'appellation Nueva Bilbao et on y établit un petit chantier naval. La commune est rebaptisée en 1828 Constitución en l'honneur de la constitution du Chili mise en place la même année. Dans les années 1930 la ville devient le chef lieu du département de Constitucion créé au sein de la région du Maule et le siège d'une municipalité. La ville est frappée de manière particulièrement important par le Séisme de 2010 au Chili et le tsunami qui s'ensuit. Cet évènement a fait 60 morts et 300 disparus et durement touché les bâtiments du centre-ville.

## Économie
Constitución était au XIXe siècle le principal chantier naval. Avec l'arrivée du chemin de fer à Talca l'activité du port s'est tournée vers l'exportation des produits agricoles de la région et suscité la création de la plus ancienne banque du pays, la Banco Edwards Citi. La plantation de pins et d'eucalyptus dans les collines de l'arrière-pays suscite au XXe siècle l'implantation d'une usine de pâte à papier qui est reprise en 1975 par Arauco l'un des plus importants producteurs mondiaux. La ville est un pôle touristique important grâce à ses longues plages.

## Transports
Constitución est reliée à la capitale provinciale Talca par une ligne ferroviaire secondaire à voie étroite Ramal Talca-Constitución d'une longueur de 88 km qui constitue le dernier réseau à voie étroite en fonctionnement transportant des voyageurs.

## Personnalités liées
- Marta Larraechea, assistante sociale et femme politique chilienne y est née en 1944.

## Galerie

0
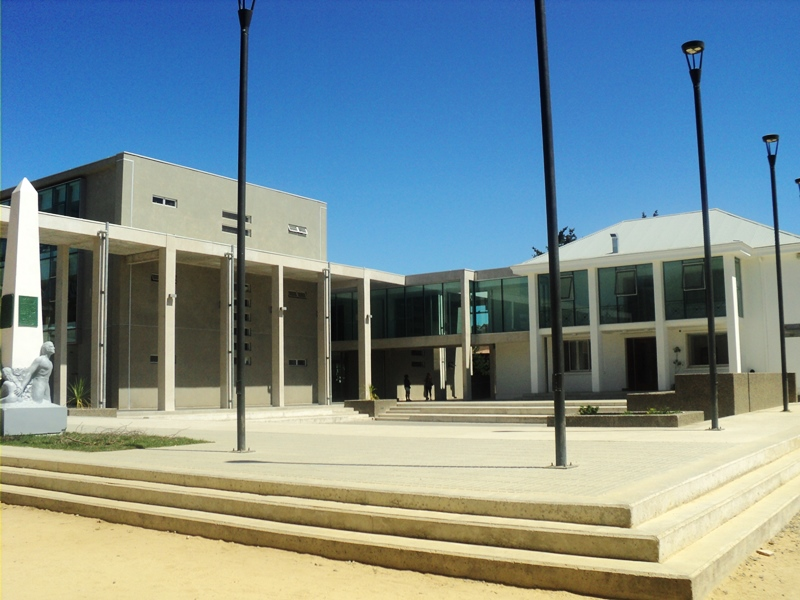
Siège de la municipalité.
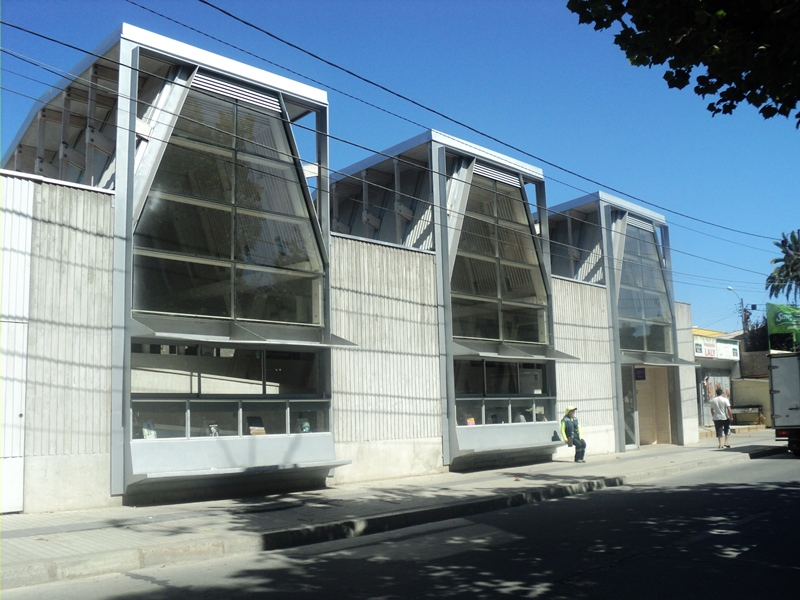
Bibliothèque municipale
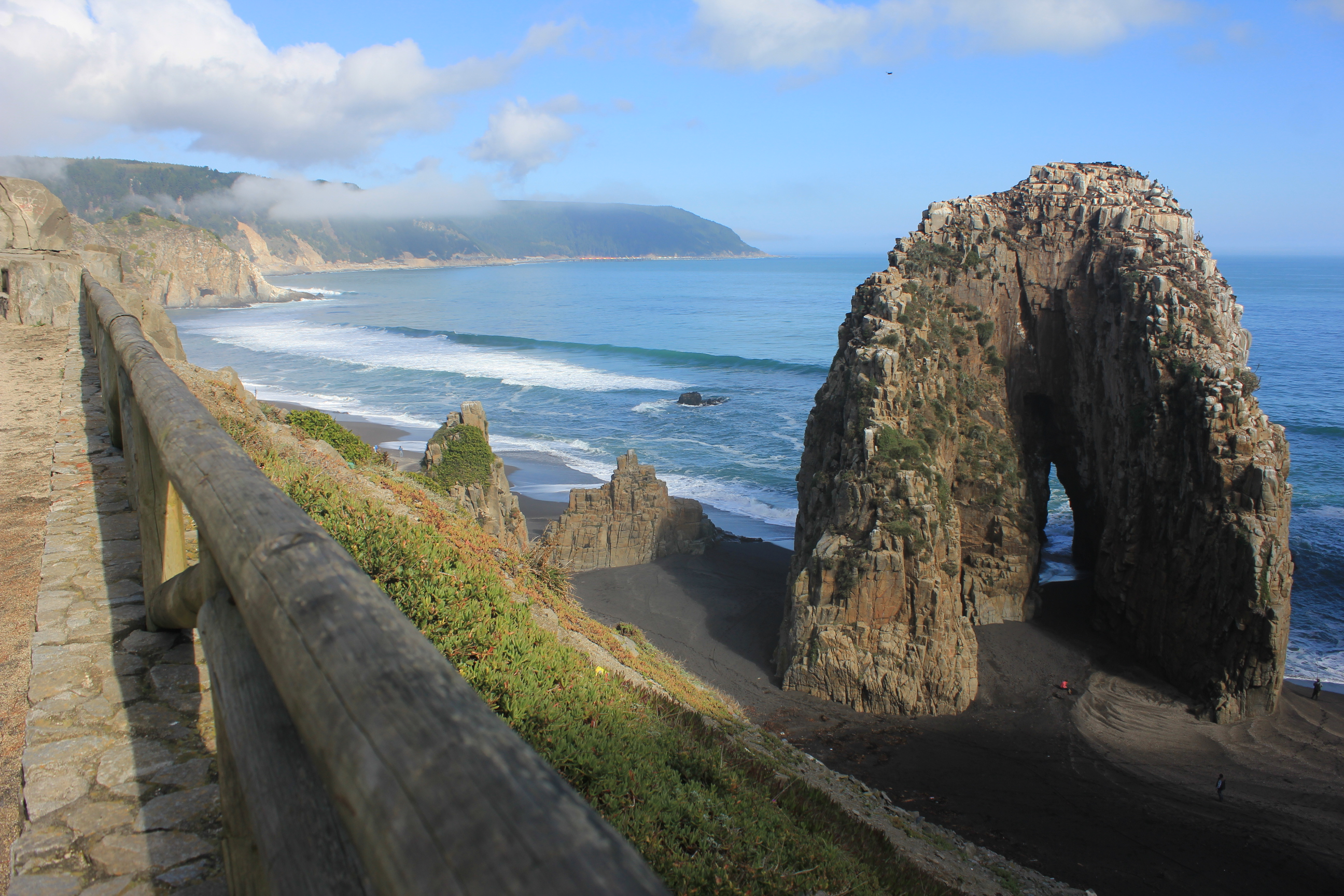
Les formations rocheuses sur la cote près de Constitución